# Coordinación sanitaria
La coordinación sanitaria es la suma de las acciones y de los esfuerzos de los servicios de atención clínica. En atención primaria de salud se considera que es una de sus 4 características básicas, junto con la accesibilidad, la integralidad y la longitudinalidad.
La coordinación del sistema sanitario de un país persigue la integración de la diversidad de las partes o subsistemas en el conjunto o sistema, evitando contradicciones y reduciendo disfunciones que, de subsistir, impedirían o dificultarían, respectivamente, la realidad misma del sistema. La competencia estatal de coordinación general significa no sólo que hay que coordinar las partes o subsistemas del sistema general de sanidad, sino que esa coordinación le corresponde hacerla al Estado.

## Coordinación entre niveles de atención
El sistema sanitario se organiza en niveles, básicamente en dos: el de atención especializada y el de atención primaria. La coordinación entre niveles es fundamental para asegurar la continuidad de cuidados, y el uso apropiado de los recursos sanitarios. La coordinación es cada vez más necesaria por:
- El cambio del perfil epidemiológico, de enfermedades agudas (episodios de corta duración, en un solo nivel) a enfermedades crónicas (episodios de larga duración, en varios niveles de atención, que derivan o se mezclan con problemas sociales).
- El aumento de la co-morbilidad (por mayor cronicidad).
- El mayor énfasis en el control del gasto sanitario.
- Las posibilidades y problemas de las nuevas tecnologías.
- El desarrollo de redes de profesionales y de organizaciones.
- La necesidad de garantizar la continuidad asistencial, especialmente para mantener la unidad de criterio ante alternativas de gran incertidumbre.
- La creciente y persistente desigualdad social en el acceso al especialista, a favor de las clases altas.
- La presión social en favor de un uso más libre de los distintos niveles, y de la “segunda opinión”.
- La búsqueda de la optimización en mucho de lo hecho en atención primaria, que sólo se materializa mediante la coordinación eficiente con el nivel hospitalario (por ejemplo: hospitalizaciones evitables).

### Reformas pro-coordinación
Las reformas pro-coordinación del sistema sanitario incluyen: 
- la integración de estructuras organizativas de atención primaria y especializada;
- el compartir información clínica y administrativa entre niveles asistenciales,
- la mejora de la capacidad resolutiva de la atención primaria, y del papel del médico de primaria como “filtro” y médico de cabecera (“personal”).[4]

Las reformas pro-coordinación en los países europeos desarrollados ha originado experiencias innovadoras que refuerzan el papel del médico general y de la atención primaria como eje del sistema sanitario, y ponen de relieve las dificultades para resolver los problemas de coordinación vertical y horizontal, en el propio sistema sanitario y con otros sectores, como el comunitario, educativo, de seguridad social, de salud pública y judicial, entre otros.
Los programas de gestión de casos/enfermedades son respuestas de coordinación vertical que debilitan la estructura de coordinación horizontal. La necesidad de estos programas debe servir para justificar el desarrollo de una reforma pro-coordinación de la atención primaria, que traslade poder, responsabilidad y autonomía al médico de cabecera, de forma que pueda coordinar los servicios clínicos y sociales que precisan los pacientes.

### Urgencias médicas

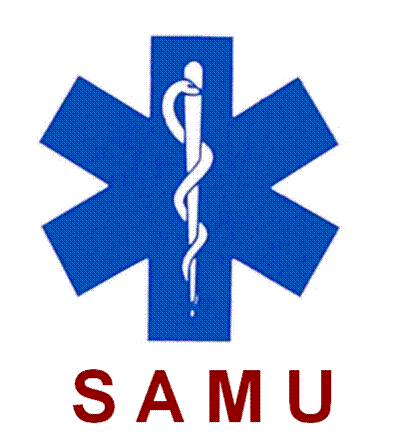
Logo internacional del SAMU

Las urgencias médicas son eventos sanitarios donde el tiempo apura y la coordinación debe efectuarse sin retraso entre subsistemas, integrando todos los actores (Sistema Integrado de Urgencias Médicas o SIUM). Esta integración funcional y rápida entre la Atención Primaria y los hospitales se resuelve actualmente por un sistema de coordinación sanitario de urgencias, que funciona las 24 horas del día durante todo el año, llamado internacionalmente Servicio de Atención Médica Urgente o SAMU (Brasil, Chile, Francia y varias comunidades hispanas) o por el número de teléfono de urgencias 112 (en toda Europa y Ecuador) o el 911 (en Canadá y Estados Unidos de América) cuyo rol es evaluar ágilmente los pacientes que deberán ser atendidos por los servicios sanitarios de urgencias, para luego ser derivados a la atención primaria o a la especializada. La tarea de este centro de información y coordinación de las urgencias es similar al rol del Servicio de Urgencia del Hospital y de su médico de cabecera: el de "admitir" y "orientar" al paciente en el sistema sanitario.
En caso de desastre el SAMU permite la coordinación sanitaria local, regional y estatal de los diferentes servicios de atención a los pacientes en situación de urgencias o de emergencia.